# Trambly
Trambly är en kommun i departementet Saône-et-Loire i regionen Bourgogne-Franche-Comté i östra Frankrike. Kommunen ligger i kantonen Matour som tillhör arrondissementet Mâcon. År 2022 hade Trambly 398 invånare.

## Befolkningsutveckling
Antalet invånare i kommunen Trambly
| Referens: INSEE |